# Глуховиці
Глуховиці (пол. Głuchowice) — село в Польщі, у гміні Мілковиці Легницького повіту Нижньосілезького воєводства.
Населення — 135 осіб (2011).
У 1975-1998 роках село належало до Легницького воєводства.

## Демографія
Демографічна структура станом на 31 березня 2011 року:
|          | Загалом | Допрацездатний вік | Працездатний вік | Постпрацездатний вік |
| -------- | ------- | ------------------ | ---------------- | -------------------- |
| Чоловіки | 68      | 15                 | 49               | 4                    |
| Жінки    | 67      | 10                 | 41               | 16                   |
| Разом    | 135     | 25                 | 90               | 20                   |